# SN 1990B
SN 1990B – supernowa typu Ic odkryta 18 stycznia 1990 roku w galaktyce NGC 4568. Jej maksymalna jasność wynosiła 15,75m.